# Société nationale des constructions aéronautiques du Midi
La Société nationale des constructions aéronautiques du Midi (en abrégé SNCAM) était une société française de construction d'avions appartenant à l'État français. La société a été formée à la suite de la politique de nationalisations des industries de guerre mise en place par le Front populaire. Elle fut créée le 1er avril 1937.
L'ancienne société Société Aéronautique Française a été placée sous le contrôle de l'État et renommée SNCAM.
La société a constitué l'une des six Société nationales d'État issues du plan de nationalisation de 1936 de l'industrie militaire. À la fin de 1940, elles ont été réorganisées et la SNCAM a été absorbée par la SNCASE. À la suite de fusions ultérieures, les participations de l'ancienne SNCAM font maintenant partie d'Airbus Group.

## Historique
Au milieu des années 1930, alors que l'Allemagne a entamé son réarmement depuis le début de la décennie, la France est à la traîne. Son aviation ne peut rivaliser avec l'aviation allemande. Une politique de prototypes avait été initiée en France mais les appareils produits ne répondaient pas aux cahiers des charges ambitieux émis par les Services officiels ou ne pouvaient pas être produits en série assez rapidement. Si bien que ceux-ci étaient déjà obsolètes en entrant en service. Ainsi quand le Front populaire arrive au pouvoir en mai 1936, il décide de nationaliser les deux-tiers de l'industrie aéronautique dans le but de pallier le manque de productivité des constructeurs de l'époque et de rationaliser la production. Ainsi par la loi de nationalisation du 11 août 1936, le gouvernement français réunit les usines et bureaux d'études des plusieurs entreprises privées au sein de six entreprises d'État (SNCASO, SNCASE, SNCAC, SNCAN, SNCAO, SNCAM),. Créées sous le statut de sociétés anonymes d'économie mixte dont l'État détient deux tiers des actions, elles sont dirigées par un conseil d'administration dont tous les membres sont désignés par l'État et dont le président est Henri de l'Escaille.

## Positionnement géographique
Les sites de 1937 sont : l'aéroport de Toulouse Francazal (essais), Cugnaux (volume), Les Récollets (assemblage), Montaudran (bureaux d'études), Ginestous (magasins), Ponts-Jumeaux (magasins) et Mondran (administration). Il existe également une école d'apprentissage, rue Frizac.
En 1939 est construit le hall de montage et hangar d'essais à Saint-Martin-du-Touch, dont l'architecte est René Kieger.

## Produits
- Dewoitine D.520
- Dewoitine D.551
- Dewoitine D.620
- Dewoitine D.750